# Список польських художників
Алфавітний список польських художників. (У списку [має бути] 1563 художники, саме стільки біографій містить категорія "Польські художники" у Польській вікіпедії)

## А
- Зиґмунт Айдукевич (1861—1917)
- Тадеуш Айдукевич (1852—1916)
- Теодор Аксентович (1859—1938)
- Казимир Альхимович (1840—1916)
- Міхал Ельвіро Андріолі (1836—1893)
- Зофія Аттесландер (1874—1928)

## Б
- Юзеф Балзукевич (1867—1915)
- Генріка Беєр (1782—1855)
- Здзіслав Бексінський (1929—2005)
- Мая Березовська (1892/1893-1978)
- Анна Білінська-Богданович (1857—1893)
- Антоній Бланк (1785—1844)
- Саша Блондер (1909—1949)
- Ольга Бознанська (1865—1940)
- Юзеф Брандт (1841—1915)
- Антоній Бродовський (1784—1832)

## В
- Валентин (Валентій-Вільгельм) Ванькович (1800—1842)
- Чеслав Василевський[ru] (1875—1947)
- Ірена Вейс (1888—1981)
- Альфред Веруш-Ковальський (1849—1915)
- Станіслав Виспянський (1869—1907)
- Леон Вичулковський (1852—1936)
- Станіслав Віткевич (1851—1915)
- Станіслав Ігнацій Віткевич (1885—1939)

## Г
- Рафаїл Гадзевич (1803–1886)
- Еугеніуш Станіслав Гепперт[en] (1890–1979)

## Ґ
- Людвик Ґедлек (1847–1904)
- Максиміліан Геримський[ru] (1846–1874)
- Александр Ґеримський (1850–1901)
- Войцех Ґерсон (1831–1901)
- Артур Ґроттґер (1837—1867)

## Д
- Станіслав Дембіцький (1866—1924)
- Одо Добровольський (1883—1917)
- Бонавентура Домбровський (1807—1862)
- Никифор Дровняк[1] (Криницький) (1895—1968)

## Е
- Емілія Ейсман-Семеновська[pl] (1859–1911)[2]
- Валері Еляш-Радзіковські (1840—1905)

## Є
- Яцек Єрка (народ. 1952)

## Ж
- Жуковський Станіслав Юліанович (1873—1944)
- Францишек Жмурко (1859—1910)

## З
- Юзеф Зіммлер (1823—1868)

## К
- Войцех Коссак (1856—1942)
- Юліуш Коссак (1824—1899)
- Францішек Костшевський (1826—1911)
- Конрад Кжижановський (1872—1922)

## Л
- Франц Лампі (1782—1852)
- Тамара Лемпицька (1898—1980)[3]
- Людвік Лілле (1897—1957)
- Леопольд Льофлер (1827—1898)

## М
- Юліан Макаревич (1854–1936)
- Яцек Мальчевський (1854–1929)
- Ян Матейко (1838–1893)
- Юзеф Мегоффер (1869–1946)
- Юзеф Меціна-Кжеш (1860–1934)
- Казимир Мордасевич (1859–1923)

## Н
- Єжи Новосельський (1923—2011)

## О
- Юзеф Олешкевич[ru] (1777—1830)
- Едвард Окунь (1872—1945)
- Наполеон Орда (1807—1883)
- Александр Орловський (1777—1832)

## П
- Вацлав Павлішак[pl] (1866-1905)
- Юзеф Панкевич (1866-1940)
- Фредерик Паутч (1877-1950)
- Юзеф Пешка[pl] (1767-1831)
- Владислав Підковинський (1866-1895)
- Антоній Адам Піотровський[pl] (1853-1924)
- Мечислав Корвін Піотровський (1869-1930)
- Максиміліан Піотровський[pl] (1813-1875)
- Казимир Похвальський[pl] (1855-1940)
- Еміль Політ[pl] (народився 1940)
- Пйотр Потворовський[pl] (1898-1962)
- Збігнєв Пронашко (1885-1958)
- Тадеуш Прушковський (1888-1942)
- Вітольд Прушковський (1846-1896)
- Станіслав Пржесполевський[pl] (1910-1989)

## Р
- Генрик Гіполіт Родаковський (1823—1894)
- Фердинанд Рущиц (1870—1936)

## С
- Станіслав Самострільник (1490—1541)
- Вільгельм Сасналь (*1972)
- Генріх Семирадський (1843—1902)
- Казимир Сіхульський (1879—1942)
- Владислав Скочиляс (1883—1934)
- Ян Станіславський (1860—1907)
- Петро Стахевич (1858—1938)
- Андреас Стех (1635—1697)
- Ян Стика (1858—1925)
- Януарій Суходольський (1797—1875)

## Т
- Генрик Томашевський (1914—2005)

## Ф
- Юліан Фалат (1853—1929)
- Зиґмунт Фоґель (1764—1826)

## Х
- Леон Хвістек (1884—1944)
- Ян Хелмінський (1851—1925)
- Юзеф Хелмонський (1849—1914)
- Станіслав Хлєбовський (1835—1884)
- Альберт Хмельовський (1845—1916)

## Ц
- Ян Ціонглінський (1858-1913)

## Ч
- Шимон Чехович (1689—1775)

## Ш
- Болеслав Шанковський (1873—1953)
- Вацлав Шимановський (1859—1930)
- Панталеон Шиндлер (1846—1905)

## Я
- Владислав Яроцький (1879–1965)